# Incendie du Carmel de 2010
 (août 2017).
Si vous disposez d'ouvrages ou d'articles de référence ou si vous connaissez des sites web de qualité traitant du thème abordé ici, merci de compléter l'article en donnant les références utiles à sa vérifiabilité et en les liant à la section « Notes et références ».

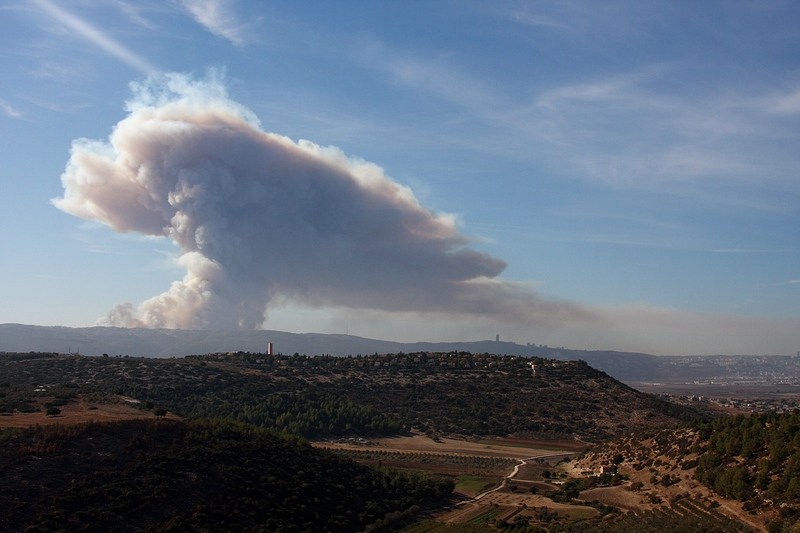
L’incendie à ses débuts.

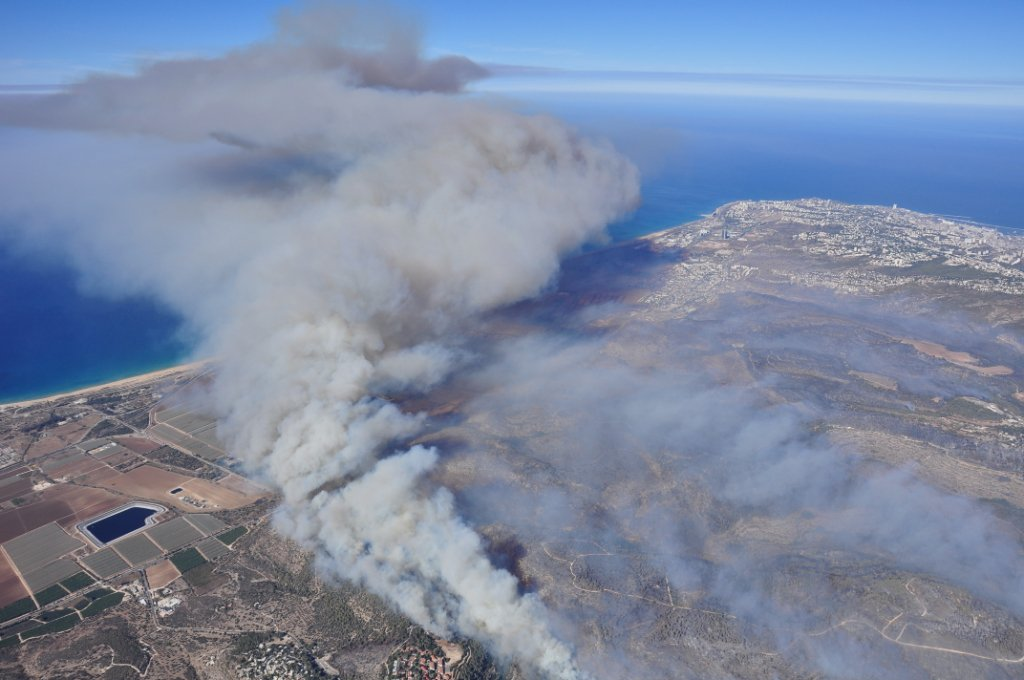
Fumée au-dessus de la baie de Haïfa

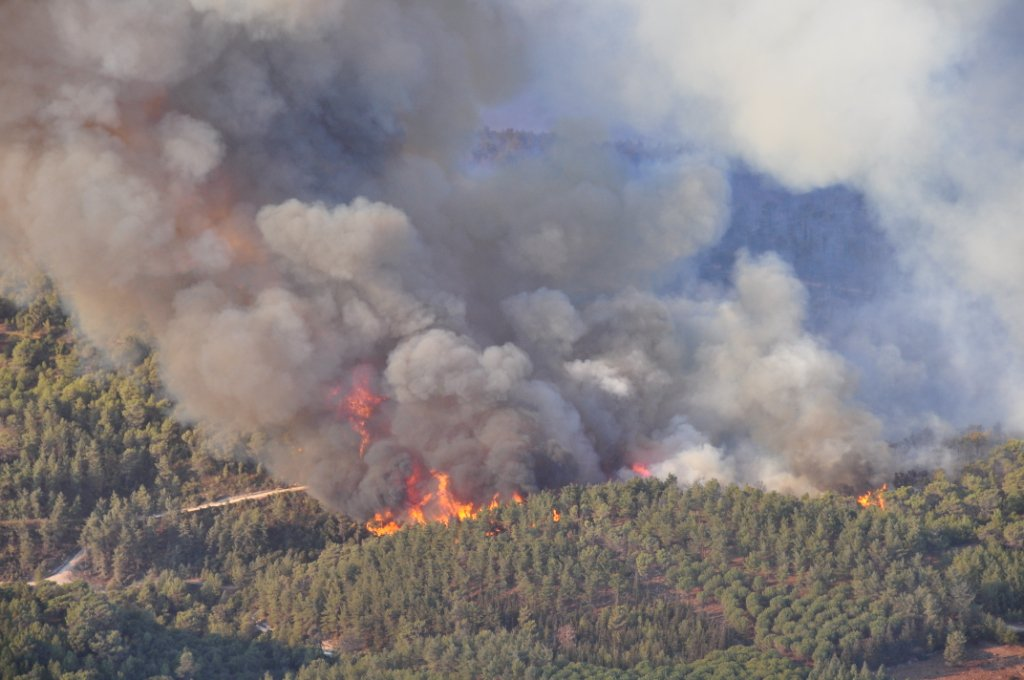

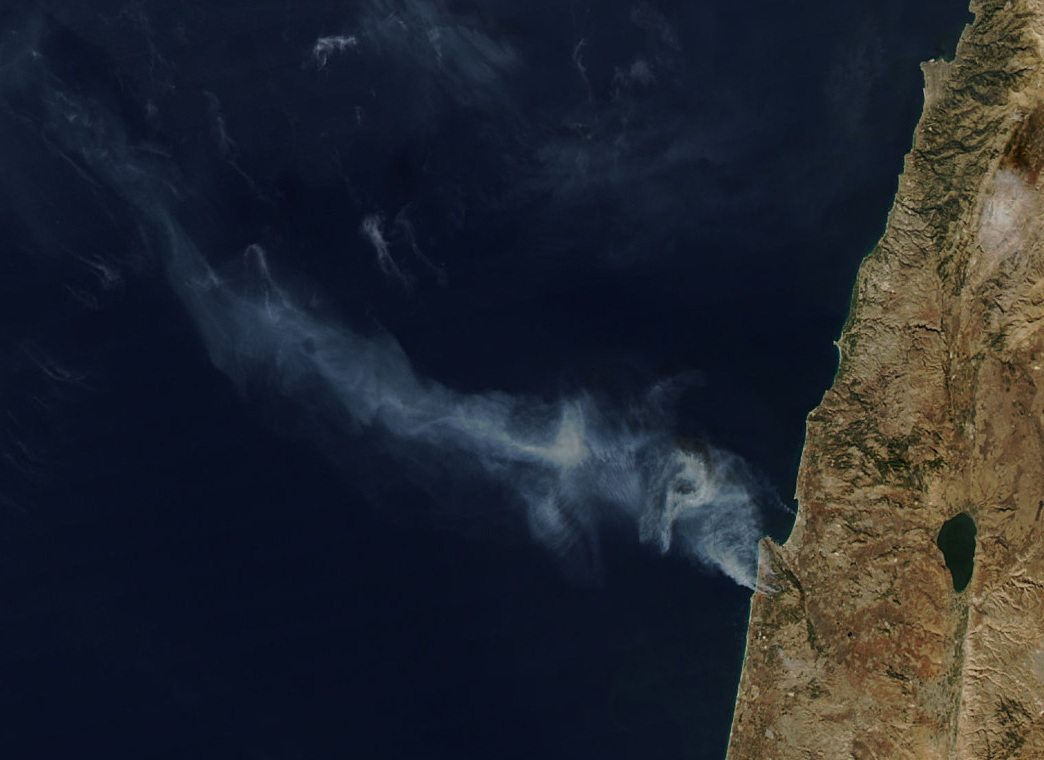

L’incendie du Carmel est un important incendie de forêt qui ravage le massif du Carmel, près de Haïfa, dans le nord d’Israël. Le feu détruit complètement la surface entre Isfiya (en), Beit Oren (en) et Tirat Carmel. Le 2 décembre 2010, le Premier ministre israélien, Benyamin Netanyahou, demande à la Russie, la Grèce, Chypre et l’Italie, un support aérien pour maîtriser l’incendie, considéré comme le plus meurtrier de l’histoire de l’État d’Israël. On dénombre 44 victimes,  et 2 500 hectares de forêt détruits.

## Historique
Le mont Carmel est une montagne côtière en Israël surplombant la mer Méditerranée. De forme triangulaire, le mont Carmel mesure environ 8 km de large sur 39 de long. Il est en pente douce vers le sud-ouest et forme une crête abrupte sur la face nord, à 546 m d’altitude. La vallée de Jezreel se trouve immédiatement au nord. La ville de Haïfa se trouve en partie à flanc du mont Carmel, ainsi que quelques petites villes, Yokneam à l’est, Zikhron Yaakov au sud, la ville druze d'Ir ha-Karmel (fusion de Daliat el Karmel et Isfiya (en)) plus au centre, les villes de Nesher, Tirat Carmel au nord et le kibboutz Beit Oren (en) situé au cœur du mont Carmel.
Le Carmel comprend de vastes régions forestières, composées essentiellement de pin, favorisant la combustion. Au fil des ans, de nombreux incendies ont eu lieu sur le Carmel, ravageant des centaines de milliers de dounam de forêt.
Israël, région déjà naturellement relativement aride, a connu une sécheresse exceptionnelle pendant plus d’un mois. L’automne 2010 est caractérisé par un arrêt anormal de la pluviométrie, dans des conditions extrêmement sèches consécutives à 10 mois sans précipitations, conditions qui favorisent la propagation des incendies.
En 2025, des incendies dont l'ampleur dépassera ceux de 2010 détruiront 13 000 hectares de forêt.

## L’incendie

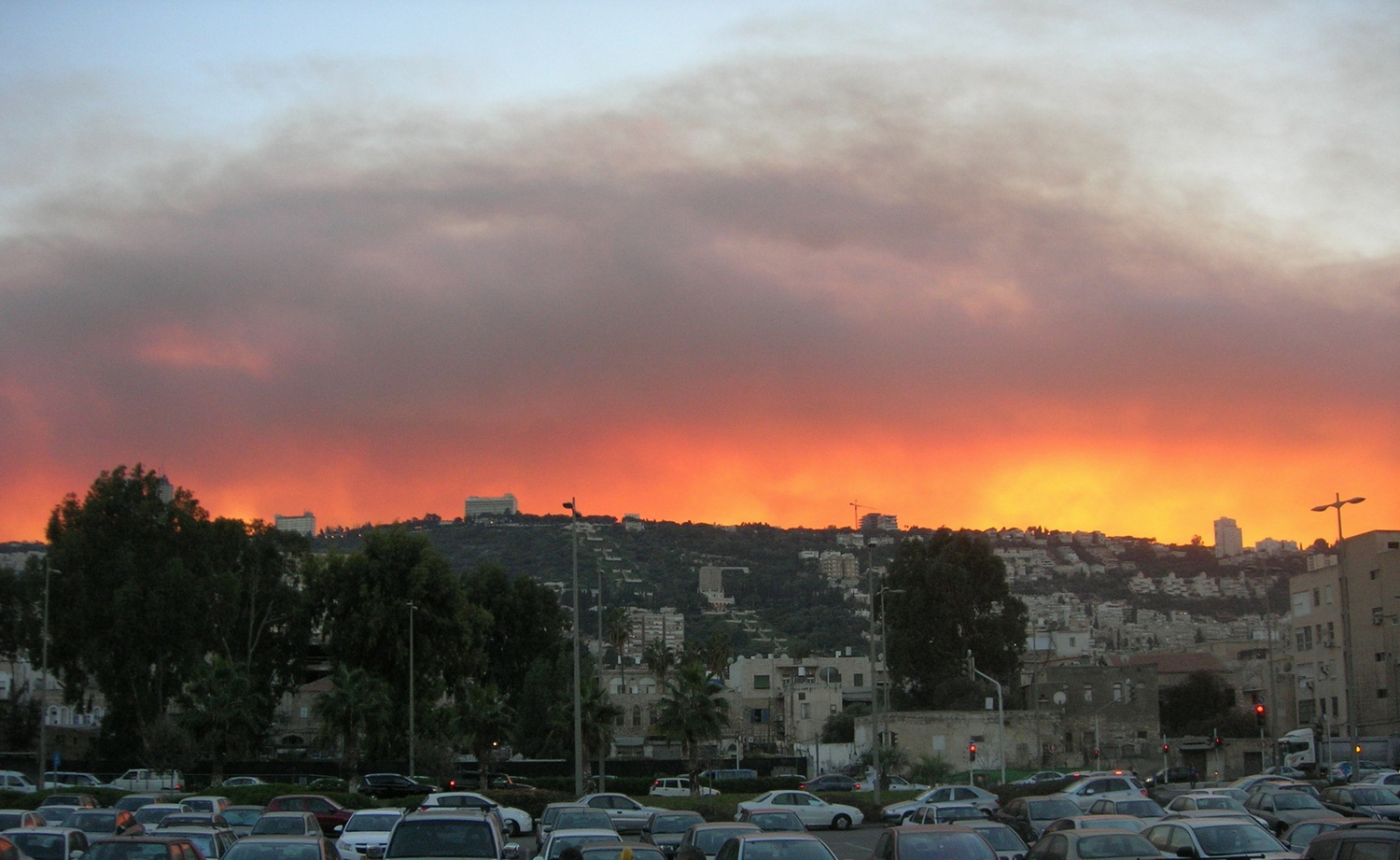
Vue de Haïfa, le soir du 2 décembre.

Dans la matinée du 2 décembre 2010, vers 11 h heure locale, un incendie se déclare à l’ouest d’Isfiya. Un instructeur de vol constatant un début d’incendie donne l’alerte. Les premiers Canadairs arrivent deux heures plus tard. Au cours de la journée, les vents forts ont attisé les flammes et l’incendie se propage rapidement vers la région de Nahal ’Hik, du kibboutz Beit Oren (en) entièrement détruit par les flammes et de la prison Damon. 
Avec le déclenchement de l’incendie, les forces de sécurité ont commencé l’évacuation des résidents de la région. Dans la soirée du 2 décembre, les villages de Nir Etzion (en), Ein Hod, le village arabe de Ein Houd (en), le quartier Danya de Haïfa, Tirat Carmel, Kfar Sitrin, un hôpital psychiatrique de la région et des campements de l’armée sont évacués. L’Université de Haïfa est également évacuée, un poste de commandement est établi sur place pour la police israélienne, le Service pénitentiaire d’Israël, le Magen David Adom, les pompiers et l’armée israélienne.

## Incident de l'autobus du service pénitentiaire
Peu après le début de l’incendie, la prison Damon appelle des renforts afin d’évacuer les prisonniers. Un bus du service pénitentiaire transportant des cadets venus en renfort prend feu sur le chemin ; 40 personnes sur environ 50 voyageant dans le bus sont tuées. On dénombre également de nombreux blessés parmi les policiers et les pompiers qui se trouvaient dans un véhicule suivant le bus.

## Tentative d’extinction
370 pompiers déployés sur les lieux du sinistre tentent de maîtriser les flammes, sans succès. Devant le manque de moyens des pompiers israéliens, l’armée mobilise deux bataillons et le gouvernement fait appel à l’aide extérieure dont la Turquie, la France, les États-Unis ou la Grèce, il est finalement éteint le 5 décembre. 

Bilan de l'aide internationale :

Azerbaïdjan : 2 hélicoptères

Bulgarie : 1 avion et 92 pompiers

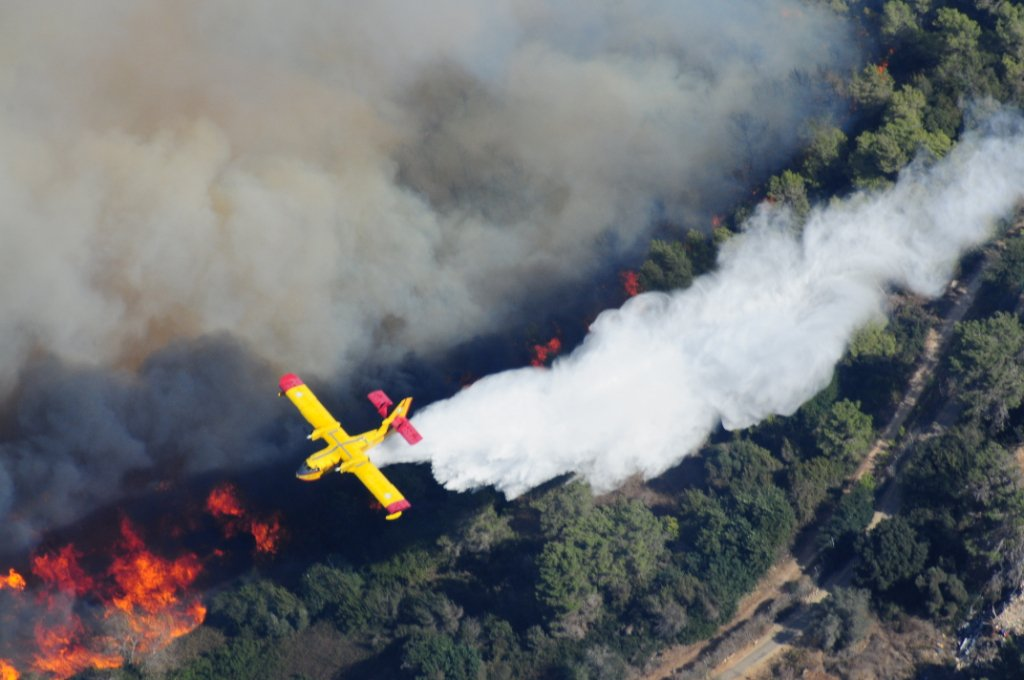
Avion bombardier d'eau Canadair CL-415 de la force aérienne grecque.

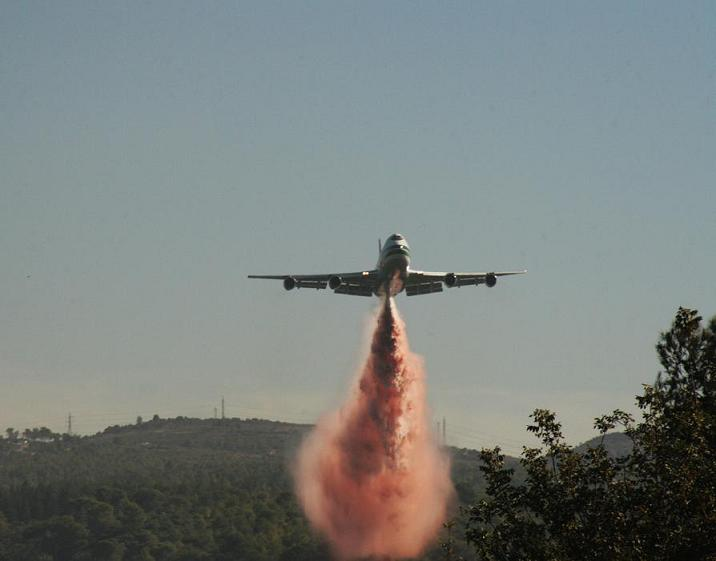
Le Boeing 747 Supertanker de Evergreen International Aviation en intervention le 5 décembre 2010.

Croatie : 1 avion, 8 pompiers et du matériel de répression du feu

Chypre : 1 avion et 1 hélicoptère

Égypte : des matériaux répression feu et un expert

France : 5 avions et plusieurs dizaines de milliers de tonnes de matériel de lutte contre le feu

Allemagne : 1 avion, 7 experts en lutte contre l’incendie et du matériel de lutte contre le feu

Grèce : 7 avions, 34 pompiers et du matériel de répression du feu

Pays-Bas : 5 experts en lutte contre les incendies

Italie : 1 avion et du matériel de répression du feu

Jordanie : 3 camions anti-incendie et les matériaux

Autorité palestinienne : 21 pompiers et 3 véhicules de pompiers

Russie : 3 avions et 22 experts en lutte contre les incendies

Espagne : 5 avions

Suisse : 1 avion, 3 hélicoptères et une équipe de 14 pompiers

Turquie : 2 avions

Royaume-Uni : 2 hélicoptères

États-Unis : 5 avions, 11 experts en lutte contre l’incendie et du matériel de répression feu (la plupart étant organisé par la mairie de New York)